# گیتزو
گیتزو (به فرانسوی: Gitzo) یک شرکت فرانسوی تولیدکنندهٔ تجهیزات عکاسی است که در سال ۱۹۱۷ میلادی تأسیس شد. این شرکت به تولید محصولات عکاسی اشتغال داشته ولی بیشتر به‌خاطر تخصصش در ساخت سه‌پایه‌های با کیفیت در دنیا معروف است. این شرکت در دورهٔ اشغال فرانسه در طی جنگ جهانی دوم، تعطیل شد و پس از آن، به‌دلیل بازنشستگی بنیانگذارش، توسط دختر وی، مجدداً راه‌اندازی شده و تمرکزش را روی تولید سه‌پایهٔ عکاسی گذاشت. گیتزو در سال ۱۹۹۲ میلادی به‌عنوان زیر مجموعهٔ شرکت انگلیسی وایتک گروپ درآمد و طی سالهای ۲۰۰۱ الی ۲۰۰۵ میلادی کلیهٔ خطوط تولیدش را از فرانسه به ایتالیا منتقل نمود. شرکت مانفروتو نیز زیر مجموعهٔ وایتک گروپ شده‌است.